# Chino del tomate virus
Chino del tomate virus (CdTV) es un virus patógeno de plantas, de la familia vírica Geminiviridae. Se distribuye por México y el sur de Estados Unidos.

## Hospedadores naturales
Las especies cultivadas en las que causa enfermedades son:
- Tomatera: en la que crea un moteado amarillento en las hojas.
- Ají, chile o pimiento: en cuyos futos causa una enfermedad descrita como tigr.
- Malva parviflora: con moteado amarillento y deformaciones en las hojas.
- Estramonio: mosaico severo y deformaciones en las hojas.

## Virión
La estructura morfológica del virión es la siguiente:
La cápsida es "sin envoltura" y con simetría icosaédrica, alargada con 20 nm de diámetro y 30 nm de longitud.
El ácido nucleico consiste en dos moléculas similares de ADN: circular, de cadena sencilla y ambisentido.